# Maligne
Ne doit pas être confondu avec Malign.
 (19 février 2020).
Maligne était le réseau de transport interurbain géré par le Conseil général des Hautes-Pyrénées.
Le Réseau Maligne desservait les communes du département des Hautes-Pyrénées, ainsi que la commune Pontacq dans le département des Pyrénées-Atlantiques.
Dans le cadre de la loi NOTRe du 7 août 2015, la région Occitanie devient compétente en matière de transport en commun à la place des départements qui la composent. De ce fait, le 1er janvier 2020, le réseau Maligne laisse place au réseau régional des lignes intermodales d'Occitanie (LiO),.

## Présentation
Le réseau voit le jour le 9 septembre 2009 en remplaçant les réseaux Transbigorre et Minicar Transbigorre. Il est remplacé le 1er janvier 2020 par les lignes intermodales d'Occitanie (LiO).
Il comptait :
- 4 lignes régulières dénommées 1 Maligne du Haut-Adour, 2 Maligne des Gaves, 3 Maligne des Nestes, 4 Maligne du Val d'Adour ;
- 9 lignes  à la demande qui fonctionnent suivant les jours et les périodes indiqués sur les fiches horaires, mais qui nécessitent une réservation téléphonique dénommées Maligne à Moi ;
- 300 lignes scolaires dénommées Maligne Scolaire ;

## Lignes du réseau

### Maligne
| Ligne | Caractéristiques                                                                      | Caractéristiques                                                              | Caractéristiques                                                              | Caractéristiques                                                              | Caractéristiques                                                              | Caractéristiques                                                              | Caractéristiques                                                              | Caractéristiques                                                              | Caractéristiques                                                              | Illustration |
| ----- | ------------------------------------------------------------------------------------- | ----------------------------------------------------------------------------- | ----------------------------------------------------------------------------- | ----------------------------------------------------------------------------- | ----------------------------------------------------------------------------- | ----------------------------------------------------------------------------- | ----------------------------------------------------------------------------- | ----------------------------------------------------------------------------- | ----------------------------------------------------------------------------- | ------------ |
| 1     | TARBES Gare SNCF ↔ BAGNÈRES-DE-BIGORRE Gare SNCF [↔ Église ↔ Lycée V. Duruy]          | TARBES Gare SNCF ↔ BAGNÈRES-DE-BIGORRE Gare SNCF [↔ Église ↔ Lycée V. Duruy]  | TARBES Gare SNCF ↔ BAGNÈRES-DE-BIGORRE Gare SNCF [↔ Église ↔ Lycée V. Duruy]  | TARBES Gare SNCF ↔ BAGNÈRES-DE-BIGORRE Gare SNCF [↔ Église ↔ Lycée V. Duruy]  | TARBES Gare SNCF ↔ BAGNÈRES-DE-BIGORRE Gare SNCF [↔ Église ↔ Lycée V. Duruy]  | TARBES Gare SNCF ↔ BAGNÈRES-DE-BIGORRE Gare SNCF [↔ Église ↔ Lycée V. Duruy]  | TARBES Gare SNCF ↔ BAGNÈRES-DE-BIGORRE Gare SNCF [↔ Église ↔ Lycée V. Duruy]  | TARBES Gare SNCF ↔ BAGNÈRES-DE-BIGORRE Gare SNCF [↔ Église ↔ Lycée V. Duruy]  | TARBES Gare SNCF ↔ BAGNÈRES-DE-BIGORRE Gare SNCF [↔ Église ↔ Lycée V. Duruy]  |              |
| 1     | Ouverture N.C.                                                                        | Longueur / Durée N.C. km / 60 min                                             | Nb. arrêts 22                                                                 | Matériel Autocar                                                              | Période L, Ma, Me, J, V, S                                                    | voy. / an N.C.                                                                | Dépôt Ibos                                                                    |                                                                               |                                                                               |              |
| 1     | Desserte : - Villes desservies : Tarbes, Montgaillard, Bagnères-de-Bigorre            |                                                                               |                                                                               |                                                                               |                                                                               |                                                                               |                                                                               |                                                                               |                                                                               |              |
| 2     | TARBES Gare SNCF ↔ Lourdes ↔ PIERREFITTE Mairie [↔ Luz ↔ Bareges ↔ Gavarnie]          | TARBES Gare SNCF ↔ Lourdes ↔ PIERREFITTE Mairie [↔ Luz ↔ Bareges ↔ Gavarnie]  | TARBES Gare SNCF ↔ Lourdes ↔ PIERREFITTE Mairie [↔ Luz ↔ Bareges ↔ Gavarnie]  | TARBES Gare SNCF ↔ Lourdes ↔ PIERREFITTE Mairie [↔ Luz ↔ Bareges ↔ Gavarnie]  | TARBES Gare SNCF ↔ Lourdes ↔ PIERREFITTE Mairie [↔ Luz ↔ Bareges ↔ Gavarnie]  | TARBES Gare SNCF ↔ Lourdes ↔ PIERREFITTE Mairie [↔ Luz ↔ Bareges ↔ Gavarnie]  | TARBES Gare SNCF ↔ Lourdes ↔ PIERREFITTE Mairie [↔ Luz ↔ Bareges ↔ Gavarnie]  | TARBES Gare SNCF ↔ Lourdes ↔ PIERREFITTE Mairie [↔ Luz ↔ Bareges ↔ Gavarnie]  | TARBES Gare SNCF ↔ Lourdes ↔ PIERREFITTE Mairie [↔ Luz ↔ Bareges ↔ Gavarnie]  |              |
| 2     | Ouverture N.C.                                                                        | Longueur / Durée N.C. km / 1 h 10                                             | Nb. arrêts 54                                                                 | Matériel N.C.                                                                 | Période L, Ma, Me, J, V, S, D                                                 | voy. / an N.C.                                                                | Dépôt N.C.                                                                    |                                                                               |                                                                               |              |
| 2     | Desserte : - Villes desservies : Tarbes, Lourdes, Pierrefitte, Luz, Bareges, Gavarnie |                                                                               |                                                                               |                                                                               |                                                                               |                                                                               |                                                                               |                                                                               |                                                                               |              |
| 3     | TARBES Gare SNCF ↔ Tournay ↔ Lannemezan ↔ SAINT-LARY-SOULAN Néouvielle                | TARBES Gare SNCF ↔ Tournay ↔ Lannemezan ↔ SAINT-LARY-SOULAN Néouvielle        | TARBES Gare SNCF ↔ Tournay ↔ Lannemezan ↔ SAINT-LARY-SOULAN Néouvielle        | TARBES Gare SNCF ↔ Tournay ↔ Lannemezan ↔ SAINT-LARY-SOULAN Néouvielle        | TARBES Gare SNCF ↔ Tournay ↔ Lannemezan ↔ SAINT-LARY-SOULAN Néouvielle        | TARBES Gare SNCF ↔ Tournay ↔ Lannemezan ↔ SAINT-LARY-SOULAN Néouvielle        | TARBES Gare SNCF ↔ Tournay ↔ Lannemezan ↔ SAINT-LARY-SOULAN Néouvielle        | TARBES Gare SNCF ↔ Tournay ↔ Lannemezan ↔ SAINT-LARY-SOULAN Néouvielle        | TARBES Gare SNCF ↔ Tournay ↔ Lannemezan ↔ SAINT-LARY-SOULAN Néouvielle        |              |
| 3     | Ouverture N.C.                                                                        | Longueur / Durée N.C. km / 2 h                                                | Nb. arrêts 21                                                                 | Matériel Autocar                                                              | Période L, Ma, Me, J, V, S                                                    | voy. / an N.C.                                                                | Dépôt N.C.                                                                    |                                                                               |                                                                               |              |
| 3     | Desserte : - Villes desservies : Tarbes, Tournay, Lannemezan, Saint-Lary-Soulan       |                                                                               |                                                                               |                                                                               |                                                                               |                                                                               |                                                                               |                                                                               |                                                                               |              |
| 4     | TARBES Gare Routière ↔ Vic-en-Bigorre ↔ MAUBOURGUET La Halle [↔ MADIRAN ESAT]         | TARBES Gare Routière ↔ Vic-en-Bigorre ↔ MAUBOURGUET La Halle [↔ MADIRAN ESAT] | TARBES Gare Routière ↔ Vic-en-Bigorre ↔ MAUBOURGUET La Halle [↔ MADIRAN ESAT] | TARBES Gare Routière ↔ Vic-en-Bigorre ↔ MAUBOURGUET La Halle [↔ MADIRAN ESAT] | TARBES Gare Routière ↔ Vic-en-Bigorre ↔ MAUBOURGUET La Halle [↔ MADIRAN ESAT] | TARBES Gare Routière ↔ Vic-en-Bigorre ↔ MAUBOURGUET La Halle [↔ MADIRAN ESAT] | TARBES Gare Routière ↔ Vic-en-Bigorre ↔ MAUBOURGUET La Halle [↔ MADIRAN ESAT] | TARBES Gare Routière ↔ Vic-en-Bigorre ↔ MAUBOURGUET La Halle [↔ MADIRAN ESAT] | TARBES Gare Routière ↔ Vic-en-Bigorre ↔ MAUBOURGUET La Halle [↔ MADIRAN ESAT] |              |
| 4     | Ouverture N.C.                                                                        | Longueur / Durée N.C. km / 50 min                                             | Nb. arrêts 28                                                                 | Matériel Autocar                                                              | Période L, Ma, Me, J, V, S                                                    | voy. / an N.C.                                                                | Dépôt Ibos                                                                    |                                                                               |                                                                               |              |
| 4     | Desserte : - Villes desservies : Tarbes, Vic-en-Bigorre, Maubourguet, Madiran         |                                                                               |                                                                               |                                                                               |                                                                               |                                                                               |                                                                               |                                                                               |                                                                               |              |

### Maligne Scolaire
- 300 circuits de transport scolaire avec Maligne Scolaire
- 3 500 000 km parcourus annuellement au moyen de 250 véhicules
- 60 entreprises dont 25 régies communales et intercommunales
- Un budget annuel de 10 000 000 €
- Une participation des familles représentant 3 % du coût à la charge du Conseil Général